# Celia Fremlin
Celia Fremlin, née le 20 juin 1914 à Kingsbury dans le Borough londonien de Brent et décédée le 16 juin 2009 à Bornemouth dans le Dorset, est un écrivain britannique surtout connu pour ses romans policiers.

## Biographie
Fille d’un médecin, elle étudie la littérature au Somerville College de l’Université d’Oxford. Après la mort de sa mère, en 1931, elle accepte des emplois de domestiques afin d’étudier les rouages de la société britannique. Elle témoignera de cette expérience dans un premier roman publié au début de la Deuxième Guerre mondiale, The Seven Chars of Chelsea (1940). Pendant le conflit, elle poursuit son observation de la vie quotidienne de ses compatriotes, ce qui lui donne l'inspiration d’écrire un second roman social, War Factory (1943) qui forme avec le premier la série Manners and Society.
Elle épouse Elia Goller en 1942, dont elle aura trois enfants. La famille Goller s’installe à Hampstead, quartier cossu de Londres, où l’auteur réside jusqu’en 2000. En marge de sa vie familiale, elle amorce une seconde carrière littéraire en publiant au début des années 1950 des récits dans quelques magazines féminins. Elle n'acquiert toutefois une réelle notoriété qu'à partir de 1956 grâce à la publication de ses nouvelles et de ses romans policiers qui font la part belle à l’angoisse et à la terreur, usant à l'occasion d'un zeste de surnaturel. Son premier roman dans ce genre, L’Heure bleue, remporte d'ailleurs l’Edgar du meilleur roman en 1960. Elle devient membre du prestigieux Detection Club dès 1963.
En 2000, elle déménage à Bristol et meurt à Bornemouth en 2009.

## Œuvre

### Romans

#### Romans sociaux de la sérieManners and Society
- The Seven Chars of Chelsea (1940)
- War Factory, en collaboration avec Tom Harrisson (1943)

#### Romans policiers
- The Hours Before Dawn (1958) Publié en français sous le titre L’Heure bleue, Paris, Librairie des Champs-Élysées, coll. « Le Masque » no 2281, 1996 ; réédition dans une traduction révisée, Paris, Éditions du Masque, coll. « Masque poche », 2019  (ISBN 978-2-7024-4926-4)
- Uncle Paul (1959)
- Seven Lean Years (1961), aussi paru sous le titre Wait for the Wedding
- The Troublemakers (1963)
- The Jealous One (1964)
- Prisoner's Base (1967)
- Possession (1969)
- Appointment with Yesterday (1972)
- The Long Shadow (1975) Publié en français sous le titre Les Choses de la mort, Paris, Opta, coll. « Littérature policière », 1976 ; réédition, Paris, Librairie des Champs-Élysées, coll. « Le Masque » no 2243, 1995
- The Spider-Orchid (1977)
- With No Crying (1980)
- The Parasite Person (1982)
- Listening in the Dusk (1990) Publié en français sous le titre Les Voix du crépuscule, Paris, Librairie des Champs-Élysées, coll. « Le Masque » no 2341, 1997
- Dangerous Thoughts (1991)
- The Echoing Stones (1993)
- King of the World (1994)

### Nouvelles

#### Recueils de nouvelles
- Don't Go to Sleep in the Dark (1970)
- By Horror Haunted (1974)
- A Lovely Day to Die and Others Stories (1984)

#### Nouvelles isolées
- From the Locked Room Upstairs (1956) Publié en français sous le titre En haut, la chambre close, Paris, Opta, Mystère magazine no 260, octobre 1969
- The Jealous One (1965)
- The Special Gift (1967)
- The Betrayed (1968)
- Something Evil in the House (1968) Publié en français sous le titre Quelque chose de mauvais dans la maison, Paris, Opta, Mystère magazine no 254, avril 1973
- Angel-Face (1969)
- With a Rustle Wings (1969) Publié en français sous le titre Dans un bruissement d’ailes, Paris, Opta, Mystère magazine no 258, août 1969
- Don’t  Be Frightened (1970) Publié en français sous le titre N’aie pas peur, Paris, Opta, Mystère magazine no 276, février 1971
- The Magic Carpet ou A Quiet Game (1970)
- The Ballad of Corpscandal Manor (1970)
- Golden Tuesday (1972) Publié en français sous le titre À mardi prochain, Paris, Opta, Mystère magazine no 301, mars 1973
- The Coldness of Thousand Suns (1972)
- Waiting for Police (1973) Publié en français sous le titre Le Lilas de l’amour, Paris, Opta, Mystère magazine no 304, juin 1973
- If It’s Got Your Number (1973) Publié en français sous le titre C’est ton numéro, Paris, Opta, Mystère magazine no 323, janvier 1975
- Her Number on It (1974)
- Don’t Tell Cissie (1974)
- Etiquette for Dying (1977)
- A Case of Maximum Need (1977)
- Who Kill the Cat? (1978)
- Anything May Happen (1981)
- Accommodation Vacant (1983)
- Bluebeard's Key (1985)
- The Sensory Deprivation Tank (1986)
- Drown Her Saturday (1987)
- Guilt Feelings (1987)
- Yellow Ken (1990) Publié en français sous le titre L’Amour du métier, dans Histoires d’argent, d’armes et de voleurs, Paris, LGF, coll. « Le Livre de poche » no 7356, 1991
- Mother Clever Idea (1992)
- Provocation (1993)
- The Sound of Silence (1994)
- The Peacock’s Feather (1995)
- The Coincidence (1998)
- The Do-Gooder (1999)
- Revenge is Sweet (1999)

### Poésie
- Duet in Verse: Some Occasional Poems (1996) (en collaboration avec Leslie Minchin)

## Adaptations à la télévision
- 1963 : The Lonely Hours, épisode 23, saison 1 de la série télévisée américaine Suspicion (The Alfred Hitchcock Hour), réalisé par Jack Smight, adaptation du roman L'Heure bleue (The Hours Before Dawn), avec Nancy Kelly et Gena Rowlands
- 1993 : Klippen des Todes, téléfilm allemand réalisé par Wolf Gremm, adaptation du roman The Spider-Orchid, avec Hannelore Elsner et Heinz Hoenig
- 1997 : Die Stunden vor dem Morgengrauen, téléfilm allemand réalisé par Wolf Gremm, adaptation du roman L'Heure bleue (The Hours Before Dawn), avec Gudrun Landgrebe et Susanne Lothar

## Prix et distinctions
- 1960 : Edgar du meilleur roman pour L’Heure bleue.

## Sources
- Claude Mesplède, Dictionnaire des littératures policières, vol. 1 : A - I, Nantes, Joseph K, coll. « Temps noir », 2007, 1054 p. (ISBN 978-2-910-68644-4, OCLC 315873251), p. 788.